# .cy
.cy este un domeniu de internet de nivel superior, pentru Cipru (ccTLD).